# Везен-де-Левезу
Везе́н-де-Левезу́ (фр. Vézins-de-Lévézou, окс. Vesinh) — коммуна во Франции, находится в регионе Окситания. Департамент — Аверон. Административный центр кантона Везен-де-Левезу. Округ коммуны — Мийо.
Код INSEE коммуны — 12294.
Коммуна расположена приблизительно в 520 км к югу от Парижа, в 145 км северо-восточнее Тулузы, в 32 км к востоку от Родеза.

## Население
Население коммуны на 2008 год составляло 645 человек.
| 1962 | 1968 | 1975 | 1982 | 1990 | 1999 | 2008 |
| ---- | ---- | ---- | ---- | ---- | ---- | ---- |
| 963  | 1004 | 879  | 809  | 699  | 634  | 645  |

## Администрация
| Период | Период | Фамилия     | Партия                    | Примечания |
| ------ | ------ | ----------- | ------------------------- | ---------- |
| 2001   | 2008   | Поль Вержли | SE                        |            |
| 2008   |        | Арно Вьяла  | Союз за народное движение |            |

## Экономика

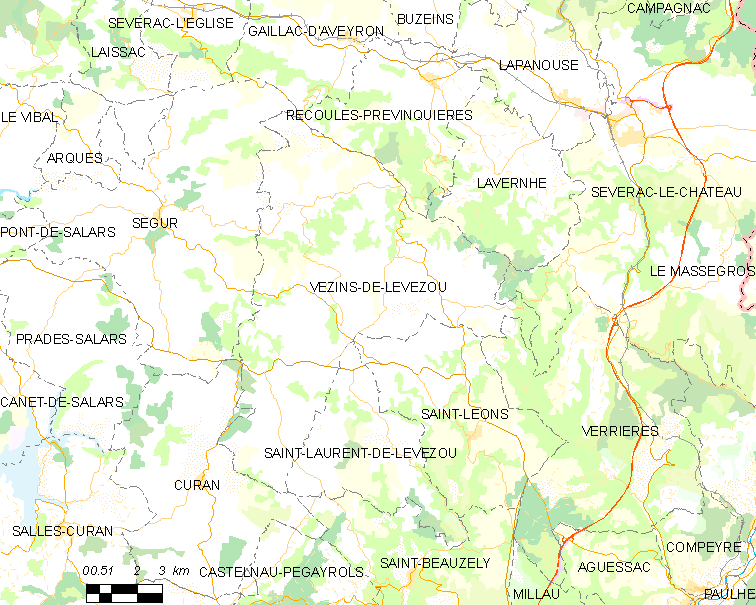
Карта коммуны

В 2007 году среди 380 человек в трудоспособном возрасте (15—64 лет) 294 были экономически активными, 86 — неактивными (показатель активности — 77,4 %, в 1999 году было 73,3 %). Из 294 активных работали 287 человек (173 мужчины и 114 женщин), безработных было 7 (1 мужчина и 6 женщин). Среди 86 неактивных 23 человека были учениками или студентами, 33 — пенсионерами, 30 были неактивными по другим причинам.

## Достопримечательности
- Замок Везен (XVII век). Памятник истории с 1990 года[3]
- Церковь Сент-Аман-дю-Ран (XII век). Памятник истории с 1991 года[4]
- Башня тамплиеров Ла-Кло